# Matt Willis
Mathew James Willis (8 de mayo de 1983) es un músico, cantautor, presentador de televisión y actor británico, que saltó a la fama como miembro de la banda pop rock Busted desde 2001 hasta su separación en 2005. Tras la misma, Willis publicó su álbum debut en solitario, Don't Let It Go to Waste el 20 de noviembre de 2006, del que salieron tres singles top-20. Desde 2013, forma parte del supergrupo McBusted, junto a su excompañero de Busted James Bourne y los miembros de la banda McFly.
En diciembre de 2006, Willis ganó en la sexta temporada del concurso de telerrealidad I'm a Celebrity... Get Me Out of Here!, y después presentó un spin-off del mismo concurso junto a su mujer Emma Willis en 2007 y 2008. Desde enero de 2014, Willis interpreta el papel de Garth Stubbs en la sitcom británica Birds of a Feather. También ha interpretado a Luke Riley en EastEnders desde febrero de 2014.

## Primeros años
Mathew James Willis nació en Tooting, Londres, el 8 de mayo de 1983. Tiene un hermano mayor, Darren, pero sus padres se separaron cuando Matt solo tenía tres años. Su madre volvió a casarse y tendría una hija más, medio hermana de Matt, Amanda, que es embajadora de una organización benéfica llamada Whizz-Kidz. Willis ha tenido tres apellidos legales distintos durante su infancia. Aunque su apellido original era Willis, por su padre, se lo cambiaron a Woods tras la separación de sus padres, y después a Sargent cuando su madre se casó con su actual marido. Willis ha dejado claro que era un niño "problemático", y que solía escaparse de casa escurriéndose por las tuberías de desagüe. De niño también sufrió la enfermedad de los huesos de cristal, visión de túnel, asma e hiperactividad. Willis asistió a la Woking High School tras ser expulsado de su anterior escuela de secundaria, antes de dejarla para asistir a la escuela independiente de pago Sylvia Young Theatre School en Marylebone, Londres, donde conoció a sus amigos Lee Ryan, Tom Fletcher, Billie Piper, Jodi Albert y Amy Winehouse, quien ha dicho abiertamente que le gustaba Matt en la escuela.

## Carrera

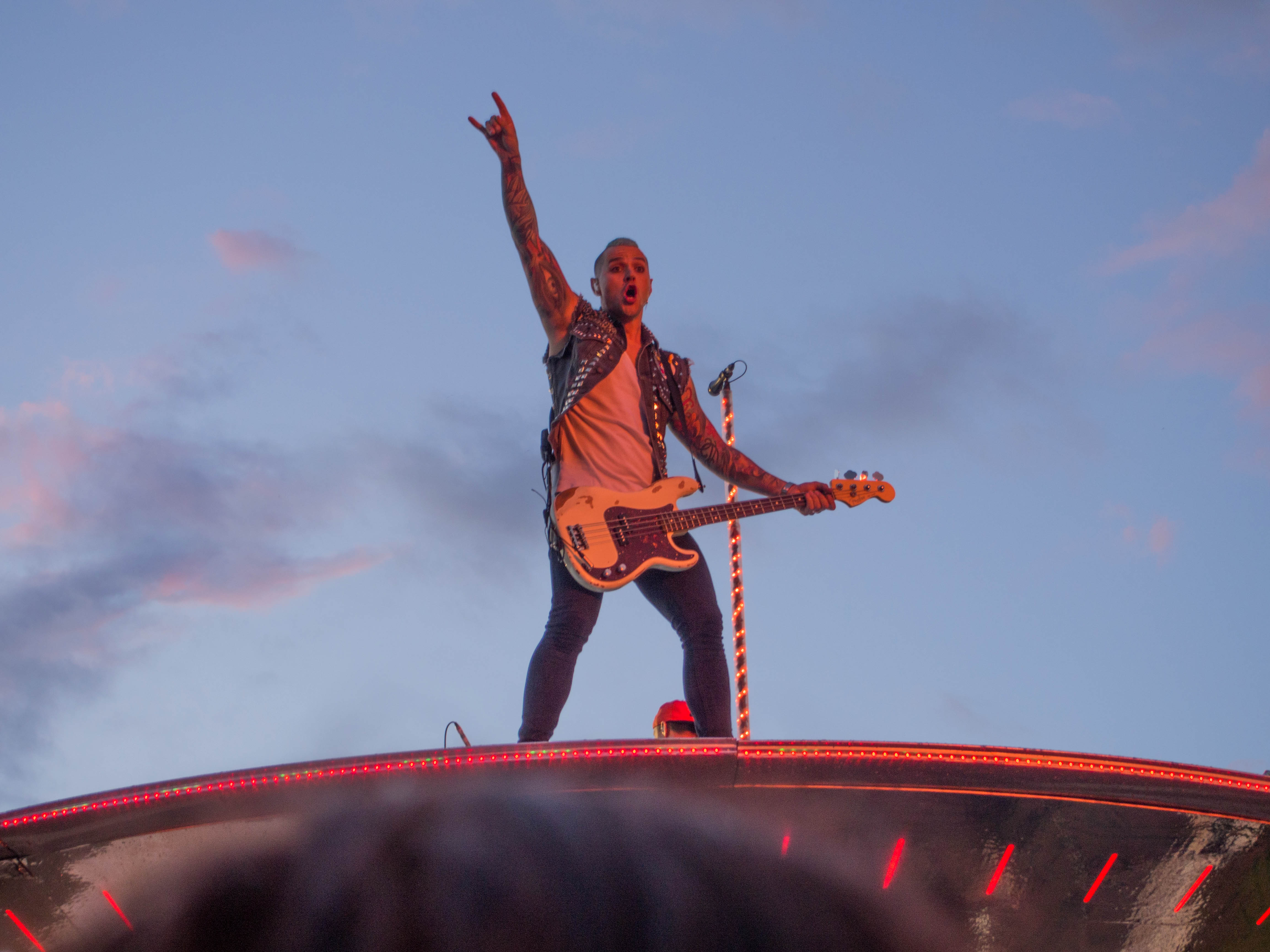
Matt Willis actuando en directo con McBusted en el British Summer Time, Hyde Park, Reino Unido (2014).

### Música
Willis alcanzó la fama en la industria musical como uno de los tres miembros de la banda pop-rock Busted. En ella era vocalista y tocaba el bajo, además de componer casi todas las canciones junto a Charlie Simpson, James Bourne y Tom Fletcher, este último miembro del grupo McFly. Durante su carrera, el trío alcanzó el éxito en Reino Unido, y lideró un resurgimiento de la popularidad del pop-punk. Tuvieron varios éxitos en las listas y publicaron dos álbumes de estudio, un álbum en directo, y una recopilación de sus grandes éxitos en Estados Unidos. La banda se separó en 2005 después de que Simpson la dejara para perseguir otros proyectos. Tras una breve estancia en una clínica de desintoxicación tras la separación de Busted, Matt inició una carrera en solitario en Mercury Records, publicando sencillos en 2005 y 2006: Up All Night, Hey Kid, Don't Let It Go to Waste, y una versión de Crash de The Primitives para la película Las vacaciones de Mr. Bean.
Tras aparecer en el concurso de telerrealidad I'm a Celebrity... Get Me Out of Here!, Willis decidió que era la hora de un cambio. Justo cuando estaba a punto de iniciar su primera gira en solitario por el Reino Unido junto a la banda The Riverclub, despidió a sus agentes de seis años de Prestige Management. A esto le siguió la decisión de abandonar su discográfica Mercury Records. «No es un simple caso de dejar a un artista, sino que ambos nos dimos cuenta de que habíamos llegado a un punto en el que no podíamos avanzar». Willis escribió en Twitter que estaba preparando un álbum y anunció que podría salir en octubre de 2012, lo que finalmente no ocurrió. Después comenzaría su carrera como actor en el teatro interpretando al protagonista masculino, Fiyero, en el musical Wicked. En 2013, apareció en The West End Men un espectáculo de canto junto a Lee Mead, David Thaxton y Glenn Carter en el Vaudeville Theatre que se representó durante cuatro semanas entre mayo y junio.

### Televisión
Tras ganar I'm a Celebrity..., Willis ha realizado varios trabajos como presentador. El 14 de febrero de 2007, debutó como uno de los presentadores de la cobertura de los BRIT Awards, junto a Lauren Laverne, Russell Howard y Alesha Dixon. Repetiría en la edición de 2008 junto a Emma Willis y Lauren Laverne. Entrevistó a Rihanna, Shayne Ward, Adele, Ozzy Osbourne, Kate Nash y muchos otros, incluyendo a Perez Hilton, que le cogió mucho cariño a Matt. Tras su éxito en estos trabajos, presentó para la MTV Spanking New Music Tour 2007 junto a su mujer Emma, en directo desde Anson Rooms en Bristol el 21 de mayo de 2007. En febrero de 2008, Willis presentó la cobertura de la alfombra roja de los premios BAFTA para E! Entertainment junto a Ryan Seacrest y Emma Willis.
En noviembre de 2007, Willis y su mujer Emma viajaron a Australia para presentar I'm a Celebrity... Get Me out of Here! Now en ITV2 tras la victoria de Willis en la temporada de 2006. En 2008 la pareja volvió a presentar el concurso después de ganar un premio a la mejor presentación por ese trabajo poco antes. Cada temporada duraba seis temporadas en Australia, entre noviembre y diciembre. A principios de 2009, Willis y su mujer no renovaron el contrato por el nacimiento del primer hijo de la pareja en junio de 2009. En noviembre de 2011, Willis apareció en Big Brother's Bit on the Side junto a su mujer. Tras I'm a Celebrity..., Willis ha aparecido en una serie de programas de televisión basados en famosos.
En 2006, Willis participó en la sexta temporada de Celebrity Masterchef. El 25 de septiembre de 2013, se anunció que Willis interpretaría a Garth Stubbs en el regreso de Birds of a Feather en ITV. La serie comenzó a emitirse en enero de 2014. El 19 de diciembre de 2013, se anunció que Willis interpretaría a Luke Riley en EastEnders, el novio del personaje de Stacey Branning que regresaba. Apareció durante dos semanas en la serie en febrero de 2014, y después regresó como personaje permanente.

### Teatro
En 2010, Willis se reinventó como actor de teatro. En octubre, se anunció que interpretaría a Nick en Flashdance: The Musical, en el West-End. Más tarde ese año, le ofrecieron el papel de Chuck en una adaptación de Footloose. Willis afirmó: «no he bailado nunca en mi vida» pero sobre la experiencia dijo que le estaba «encantando». A finales de 2011, también interpretó el papel de Fiyero en el musical Wicked. Permaneció en el papel hasta el 27 de octubre de 2012, cuando le reemplazó Ben Freeman.

## Vida personal
Willis se casó con su novia de tres años, Emma Willis en Rushton Hall, Northamptonshire, el 5 de julio de 2008. Entre los invitados, James Bourne, David Gest, Holly Willoughby, Ant McPartlin, McFly, Kara Tointon y Heidi Range. OK! cubrió la boda. La pareja tiene una hija, Isabelle Catherine Willis, nacida el 20 de junio de 2009, y un hijo, Ace Billy Willis, nacido el 25 de noviembre de 2011. En abril de 2005, a los 21 años, Willis pasó tres semanas en el London's Priory Rehab Hospital para superar su alcoholismo. En junio de 2006, a los 23, volvió a ingresar unos días por abuso de drogas, porque llevaba enganchado al cannabis desde los 13 años. Matt comenzó a tener problemas por el consumo de drogas, incluyendo problemas psicológicos y de memoria. En junio de 2008, a los 25 años, Willis entró en un centro de rehabilitación en Bournemouth tras un ultimátum matrimonial, ya que Willis continuaba tomando drogas y bebiendo demasiado. Se publicó que una noche con su amiga íntima Amy Winehouse le llevó a sobrepasar el límite, y realizó el tratamiento completo de drogas y alcohol.
Es simpatizante del Partido Conservador británico.

## Discografía en solitario
| Año  | Título                   | Posición en listas | Posición en listas | Posición en listas | Álbum                    | Sello   |
| Año  | Título                   | UK                 | IRE                | EU                 | Álbum                    | Sello   |
| ---- | ------------------------ | ------------------ | ------------------ | ------------------ | ------------------------ | ------- |
| 2006 | Up All Night             | 7                  | -                  | -                  | Don't Let It Go to Waste | Mercury |
| 2006 | Hey Kid                  | 11                 | -                  | -                  | Don't Let It Go to Waste | Mercury |
| 2006 | Don't Let It Go to Waste | 19                 | -                  | -                  | Don't Let It Go to Waste | Mercury |
| 2007 | Crash                    | 31                 | -                  | -                  |                          | Mercury |